# Saison 5 de Ma sorcière bien-aimée
Chronologie
Saison 4 Saison 6
Cet article présente le guide des épisodes de la cinquième saison de la série télévisée américaine Ma sorcière bien-aimée (Bewitched),.